# جیمز المر
جیمز المر (انگلیسی: James Elmer؛ زادهٔ ۸ مهٔ ۱۹۷۱) بازیکن هاکی روی چمن اهل استرالیا است.
جیمز بازیکن هاکی روی چمن در سال ۲۰۰۰ بوده است.
و همینطور برنده مدال طلای المپیک در بازی های هاکی کشور های همسود بوده است.